# 坪井病院
一般財団法人慈山会医学研究所付属坪井病院（いっぱんざいだんほうじんじざんかいいがくけんきゅうじょふぞくつぼいびょういん）は、福島県郡山市にある医療機関。財団法人慈山会医学研究所が運営する病院である。医療機関コードは、0312471。理事長は坪井永保（平成23年6月1日就任）。福島県の地域がん診療連携拠点病院である。一般病床240床のうち、緩和ケア病床（ホスピス）を18床、無菌室を2床持つ。名誉理事長は、世界医師会会長と日本医師会会長を務めた坪井栄孝。

## 診療科
- 内科
- 外科
- 呼吸器科
- 消化器科
- 婦人科
- 放射線科
- 麻酔科
- 病理科

## 医療機関の指定等
- 保険医療機関
- 労災保険指定医療機関
- 身体障害者福祉法指定医の配置されている医療機関
- 生活保護法指定医療機関
- 結核指定医療機関
- 原子爆弾被害者一般疾病医療取扱医療機関
- 臨床研修指定病院
- がん診療連携拠点病院
- 特定疾患治療研究事業委託医療機関
- 母体保護法指定医の配置されている医療機関

## 付属施設
郡山駅前に付属診療所（財団法人慈山会医学研究所付属坪井診療所）がある。

## 交通アクセス
- JR東日本東北本線ほか郡山駅より福島交通バスで坪井病院前下車、徒歩5分。安積行政センター前下車、徒歩7分。
- JR東日本東北本線・水郡線安積永盛駅下車、徒歩20分。